# Mosaikkegel
Der Mosaikkegel oder die Mosaik-Kegelschnecke (Conus tessulatus) ist eine Schnecke aus der Familie der Kegelschnecken (Gattung Conus), die im Indopazifik verbreitet ist und sich sowohl von Vielborstern als auch von kleinen Fischen ernährt.

## Merkmale
Conus tessulatus trägt ein mittelgroßes, mäßig festes bis mäßig schweres Schneckenhaus, das bei ausgewachsenen Schnecken 3 bis 8 cm Länge erreicht. Der Körperumgang ist kegelförmig bis breit kegelförmig, bisweilen bauchig oder breit-bauchig kegelförmig, der Umriss unterhalb der Schulter konvex, zur Basis hin gerade. Die Schulter ist schwach bis deutlich gewinkelt. Das Gewinde ist niedrig bis mittelhoch, sein Umriss konkav. Der vielgewindige Protoconch hat einen maximalen Durchmesser von 0,7 mm. Die Nahtrampen des Teleoconchs haben 1 auf 2 bis 4 zunehmende spiralige Rillen, oft zwei größere Rillen und zusätzliche Spiralstreifen. Der Körperumgang ist im Drittel an der Basis mit schwachen oder eingeschnittenen, oft gepunkteten, spiralig in wechselnden Abständen verlaufenden Rillen überzogen.
Die Grundfarbe des Gehäuses ist weiß. Der Körperumgang hat spiralige Reihen orangefarbener bis rötlich-brauner rechteckiger Flecken oder Balken, die sich oft mit weißen Markierungen abwechseln. Beiderseits der Mitte vereinen sich dunkle Markierungen zu spiraligen Banden. Die Basis ist hellviolett. Die Umgänge des Protoconchs sind grau bis hellorange. Die Nahtrampen des Teleoconchs haben radiale Markierungen, die in Größe und Farbe den Balken auf dem Körperumgang entsprechen. Die Gehäusemündung ist weiß und oft mit violett oder rosa unterlegt.
Das dünne, samtene, wechselnd durchscheinende Periostracum ist orange oder olivbraun mit sehr feinen, ineinander verschlungenen axialen Rippen. Bei fast Adulten ist das Periostracum sehr dünn und fast farblos, bei großen Adulten aber mäßig dick und faserig.
Der Fuß ist weiß bis braun mit einer wechselnd hellbraun gefleckten Oberseite, im vorderen Abschnitt mit schwarzen oder braunen Punkten und Flecken, die ein Dreiecksmuster bilden, manchmal mit einer braunen Linie vor den Rand und einer gelben Vorderkante. Die Fußsohle ist oft braun gestreift oder genetzt. Das Rostrum ist einheitlich kremfarben oder ventral und dorsal dunkelgelb mit einer krem- bis orangefarbenen Vorderkante. Die Fühler sind weiß mit einzelnen schwarzen Flecken, ihre Spitzen manchmal gelb. Der Sipho ist weiß, geht nach hinten hin in Kremfarbe über und ist manchmal auch braun gefleckt mit einem breiten, bisweilen unterbrochenen schwarzen Ring im Vorderabschnitt, die distale Kante weiß oder gelb.
Die mit einer Giftdrüse verbundenen Radula-Zähne haben an der Spitze einen Widerhaken und auf der Gegenseite eine Schneide. Sie sind gesägt und haben an der Basis einen Sporn.

## Verbreitung und Lebensraum
Conus tessulatus ist im gesamten Indopazifik von der Küste Ostafrikas über den Indischen Ozean, Indonesien und den Pazifischen Ozean bis an die Westküste Mittelamerikas von Mexiko bis Costa Rica sowie bis Australien (Northern Territory, Queensland, Western Australia) verbreitet. Er lebt in der Gezeitenzone und darunter in Meerestiefen bis etwa 40 m, um die Philippinen bis rund 240 m und Westmexiko auf 15 bis 72 m an Korallenriffen und in Buchten auf feinem bis grobem Sand mit oder ohne Bewuchs, schlammigem Sand und Geröll in geschützten Bereichen.

## Entwicklungszyklus
Wie alle Kegelschnecken ist Conus tessulatus getrenntgeschlechtlich, und das Männchen begattet das Weibchen mit seinem Penis. Im Persischen Golf legt das Weibchen etwa 25 bis 26 mm lange und 18 bis 21 mm breite Kapseln in parallelen Reihen an Felsen, leeren Muschelschalen oder verlassenen Wohnröhren von Vielborstern ab. Eine Eikapsel enthält etwa 200 bis 300 Eier mit einem Durchmesser von etwa 250 µm, woraus geschlossen wird, dass die Veliger-Larven mindestens 19 Tage lang frei schwimmen, bevor sie niedersinken und zu kriechenden Schnecken metamorphosieren.

## Ernährung
Conus tessulatus frisst in erster Linie Vielborster (Polychaeta), die er mit seinen giftigen Radulazähnen harpuniert, doch kommt es auch vor, dass er Borstenwürmer verschlingt, ohne sie vorher gestochen zu haben. Daneben erbeutet er auch kleine Fische. Die dickere Haut kräftigerer Fische vermag er offenbar nicht zu durchbohren. In mehreren Tieren wurden sowohl Borsten von Ringelwürmern als auch Fischgräten gefunden. Ein δ-Conotoxin von Conus tessulatus, das den Verschluss von Natriumkanälen bei Wirbeltieren verzögert, ähnelt den Conotoxinen mehrerer fischfressender Kegelschneckenarten.